# Benetton Rugby Treviso 2014-2015

## Rosa
Fonte rosa e statistiche giocatori:  pro14.rugby (archiviato dall'url originale il 30 marzo 2015).

## Pro12 2014-15

### Stagione regolare
| Incontro                            | Andata | Ritorno |
| ----------------------------------- | ------ | ------- |
| Ospreys — Benetton Treviso          | 44-13  | 33-13   |
| Benetton Treviso — Munster          | 10-21  | 19-30   |
| Scarlets — Benetton Treviso         | 43-0   | 17-13   |
| Newport G.D. — Benetton Treviso     | 33-15  | 32-17   |
| Benetton Treviso — Glasgow Warriors | 23-40  | 9-17    |
| Benetton Treviso — Connacht         | 6-9    | 5-53    |
| Benetton Treviso — Leinster         | 24-24  | 0-10    |
| Cardiff Rugby — Benetton Treviso    | 36-25  | 24-40   |
| Edimburgo — Benetton Treviso        | 48-0   | 29-8    |
| Zebre — Benetton Treviso            | 16-26  | 15-17   |
| Benetton Treviso — Ulster           | 20-24  | 3-43    |

#### Risultati della stagione regolare
| Posizione | G  | V | N | P  | PF  | PS  | DP   | B | Pt |
| --------- | -- | - | - | -- | --- | --- | ---- | - | -- |
| 11ª       | 22 | 3 | 1 | 18 | 306 | 641 | -335 | 5 | 19 |

## Champions Cup 2014-15

### Prima fase

#### Girone 5
| Incontro                           | Andata | Ritorno |
| ---------------------------------- | ------ | ------- |
| Ospreys — Benetton Treviso         | 42-7   | 20-23   |
| Benetton Treviso — Racing Métro 92 | 10-26  | 7-53    |
| Benetton Treviso — Northampton     | 15-38  | 0-67    |

#### Risultati del girone 5
| Posizione | G | V | N | P | PF | PS  | DP   | B | Pt |
| --------- | - | - | - | - | -- | --- | ---- | - | -- |
| 4ª        | 6 | 1 | 0 | 5 | 62 | 246 | -184 | 0 | 4  |

## Verdetti
- Benetton Treviso qualificato alla Champions Cup 2015-16